# 동항중학교
동항중학교(東港中學校)는 대한민국 부산광역시 남구 감만동에 있는 공립 중학교이다.

## 학교 연혁
- 1980년 1월 24일 : 감만여자중학교 설립인가(30학급)
- 1980년 2월 28일 : 제1차 신축교사 준공(교실 10, 관리실 2, 기타부속실)
- 1980년 3월 1일 : 초대 김두봉 교장 취임
- 1980년 3월 5일 : 개교 및 제1회 입학식 거행(10학급 689명)
- 2001년 3월 1일 : 동항중학교로 교명 변경(남여공학으로 학칙변경)
- 2001년 11월 25일 : 홍곡정 개관
- 2002년 8월 20일 : 도서실 전산화 완료
- 2004년 2월 17일 : 체육관(홍곡관) 개관
- 2004년 10월 26일 : 교실수업개선(영어과) 중심학교 성과보고회
- 2007년 10월 18일 : 홍곡도서관 개관
- 2010년 5월 13일 : 과학실 현대화 사업
- 2012년 3월 2일 : 선진형 교과교실제 학교 운영
- 2021년 9월 1일 : 제20대 조정선 교장 취임
- 2024년 2월 7일 : 제42회 졸업식 (4학급 89명, 졸업생 누계 14,179명)
- 2024년 3월 4일 : 제45회 입학식 (4학급 91명)

## 참고 자료
- 동항중학교 - 한국교육학술정보원 학교알리미